# Met mes
Met mes is een Nederlandse satirische dramafilm uit 2022 geregisseerd en geschreven door Sam de Jong. De film ging op 26 januari 2022 in première tijdens het International Film Festival Rotterdam.

## Verhaal
De film volgt de spelshowpresentatrice Eveline waarvan haar gloednieuwe videocamera gestolen wordt. Zij besluit hierop het verhaal van de beroving tijdens haar aangifte aan te dikken om zo het geld via haar verzekering terug te krijgen. Als de dader echter onverwachts toch gevonden wordt, levert haar leugen een kettingreactie van gebeurtenissen op die alleen maar verliezers kent.

## Rolverdeling
| acteur              | personage     |
| ------------------- | ------------- |
| Hadewych Minis      | Eveline       |
| Gijs Naber          | Ward          |
| Shahine El-Hamus    | Yousef        |
| Oussama Ahammoud    | Redouan       |
| Nils Verkooijen     | Laurens       |
| Phi Nguyen          | Ray           |
| Roeland Fernhout    | Ernst         |
| Maas Bronkhuyzen    | Max           |
| Sabri Saad El Hamus | Azmi          |
| Kaltoum Boufangacha | Sara          |
| Fabienne Meershoek  | Aafje         |
| Tim Linde           | Jos           |
| Akwasi Ouwusu-Ansah | Mido          |
| Anis de Jong        | Pankaj        |
| Esther Scheldwacht  | Tadla         |
| Vincent Linthorst   | Christiaan    |
| Amine Benhamouch    | Zachery       |
| Michiel Kerbosch    | rector        |
| Nadja Hüpscher      | eindredacteur |
| Steef Cuijpers      | rechercheur   |
| Dim Balsem          | agent         |
| Korneel Evers       | agent         |
| Finn Poncin         | rechter       |
| Arjen Busscher      | leraar        |

## Achtergrond
De film werd geregisseerd door Sam de Jong, daarnaast was De Jong verantwoordelijk voor het schrijven van het scenario van de film. De film werd geproduceerd door Erik Glijnis en Leontine Petit namens productiebedrijf Lemming Film in samenwerking met NTR. De opnames van de film gingen in juli 2020 in Amsterdam-Noord van start. De film was destijds een van de eerste Nederlandse films die tijdens de coronapandemie onder strikte coronamaatregelen werd opgenomen, hierbij werd iedereen op de set gecontroleerd. Hoofdrollen in de film waren weggelegd voor onder anderen Hadewych Minis, Gijs Naber, Shahine El-Hamus en Oussama Ahammoud.

## Release
Met mes ging op 26 januari 2022 in première tijdens het International Film Festival Rotterdam. Op 14 maart 2022 werd de eerste trailer van de film uitgebracht voor het grote publiek. Met mes werd vervolgens een maand later, op 14 april 2022, door distributeur Gusto Entertainment in de Nederlandse bioscopen uitgebracht.